# Orogénesis
| Corteza oceánica (según su edad) 0-20 Ma 20-65 Ma >65 Ma | Corteza continental Escudos o cratones antiguos Plataformas (escudos con cobertera sedimentaria) Cadenas orogénicas Cuencas tecto-sedimentarias Provincias ígneas Corteza adelgazada (por extensión cortical) |

Sección geológica de los Pirineos en la que se aprecia el engrosamiento cortical estructurado mediante pliegues y fallas

Se denomina orogénesis u orogenia al proceso geológico por el cual una zona alargada de la corteza terrestre se acorta y engrosa por  deformación y fracturación como consecuencia de esfuerzos tectónicos laterales. 
Normalmente las orogenias son acompañadas por la formación de cabalgamientos y plegamientos. La palabra orogénesis proviene del idioma griego (oros significa "montaña" y génesis significa "creación" u "origen"), y es el mecanismo principal mediante el cual las cordilleras se forman en los continentes. Los orógenos o cordilleras se crean cuando una placa tectónica con corteza continental es "arrugada" y fracturada y los fragmentos se apilan, aumentando el grosor original de la corteza. Además también suelen producirse procesos de magmatismo, que aportan nuevos materiales graníticos que se incorporan a la corteza. Todo esto implica una gran cantidad de procesos geológicos que en conjunto se llaman orogénesis.
Comúnmente la orogénesis produce estructuras alargadas y levemente arqueadas que se conocen como cinturones orogénicos. Los cinturones orogénicos consisten generalmente en franjas alargadas y paralelas de rocas de características similares en toda su longitud. Los cinturones orogénicos están asociados a zonas de subducción, las cuales consumen corteza terrestre, y arcos volcánicos.
La altura topográfica de cordilleras potogenea está relacionada con el principio de isostasia, que es el equilibrio de la fuerza gravitacional sobre la cordillera (compuesta normalmente de material de corteza continental relativamente ligero) y las fuerzas involucradas en la flotabilidad de la cordillera que descansa sobre el denso manto.